# ماسافومي ميدزكي
ماسافومي ميدْزُكي (باليابانية: 水筑 優文) (1 أغسطس 1974 في ميازاكي في اليابان – )؛ هو لاعب كرة قدم ياباني سابق كان يلعب كمدافع.

## وصلات خارجية
- ماسافومي ميدزكي على موقع رابطة كرة القدم اليابانية للمحترفين (اليابانية)
- ماسافومي ميدزكي على موقع عالم كرة القدم.نت (الإنجليزية)